# Thomaston, Alabama
Thomaston là một thị trấn thuộc quận Marengo, tiểu bang Alabama, Hoa Kỳ. Dân số năm 2009 là 361 người, mật độ đạt 69 người/km².